# تيو هلفريشت
تيو هلفريشت (بالألمانية: Theo Helfrich)‏ (مواليد 1913 - وفيات 1978) كان سائق فورملا 1 ألماني سابق. كان أول سباق له جائزة ألمانيا الكبرى 1952.

## سباقات شارك فيها
- لو مان 24 ساعة
- جائزة ألمانيا الكبرى